# جيميما مور
جيميما مور (بالإنجليزية: Jemima Moore)‏ هي منافسة ألعاب القوى أسترالية، ولدت في 18 مارس 1992 في غيلونغ في أستراليا.

## روابط خارجية
- جيميما مور على موقع النتائج التاريخية لألعاب القوى الأسترالية (الإنجليزية)
- جيميما مور على موقع Paralympic.org (الإنجليزية)
- جيميما مور على موقع IPC.InfostradaSports.com (مؤرشف) (الإنجليزية)
- جيميما مور على موقع اللجنة البارالمبية الأسترالية (الإنجليزية)